# 永定路
39°54′48″N 116°15′31″E / 39.91324°N 116.25865°E
永定路是位于中国北京市海淀区西南部的一条道路。

## 简介
永定路北起田村路，南到莲石东路（此处原为新苑村），与青塔西路连接。永定路辟建于日本占领北平时期的1939年，当时是砾石路面。中华人民共和国成立以后，先后于1950年代、 1980年代改筑。永定路的东北是永定河引水渠，故以此为名。永定河是北京市最大的河流之一，原称无定河，清朝康熙年间改名永定河，取永远安澜、不泛滥成灾的意思。